# Maria Amália da Curlândia
Maria Amália da Curlândia (12 de junho de 1653 – 16 de junho de 1711) foi uma nobre alemã. Uma princesa da Curlândia da família Kettler, tornou-se condessa-consorte de Hesse-Cassel pelo seu casamento com o conde Carlos I de Hesse-Cassel.

## Família
Maria era a sexta filha do duque Jacob Kettler e da marquesa Luísa Carlota de Brandemburgo. Os seus avós paternos eram Guilherme Kettler e a duquesa Sofia da Prússia. Os seus avós maternos eram o príncipe-eleitor Jorge Guilherme de Brandemburgo e a condessa Isabel Carlota do Palatinado.

## Biografia
A 21 de maio de 1673, Maria casou-se com o conde Carlos I de Hesse-Cassel, seu primo direito. Antes tinha ficado noiva do irmão mais velho deste, o conde Guilherme VII, mas ele morreu durante a sua viagem de estudo aos dezanove anos.
A condessa participou na criação do Parque de Karlsaue em Kassel e a fonte do mesmo contém um medalhão criado pelo escultor italiano Pierre Etienne Monnot representando Maria Amália.
Maria foi descrita como sendo modesta, agradável e religiosa.
Juntamente com o seu filho Maximiliano comprou o Castelo de Sensenstein em 1699. Morreu em 1711 e foi enterrada na Igreja de São Martim em Kassel.
A aldeia Mariendorf em Immenhausen recebeu o nome em sua honra.

## Descendência
1. Guilherme de Hesse-Cassel (29 de Março de 1674 - 25 de Julho de 1676), morreu aos dois anos de idade.
2. Carlos de Hesse-Cassel (24 de Fevereiro de 1675 - 7 de Dezembro de 1677), morreu aos dois anos de idade.
3. Frederico I da Suécia (28 de Abril de 1676 - 5 de Abril de 1751), casado primeiro com a princesa Luísa Doroteia da Prússia; sem descendência. Casado depois com a rainha Ulrica Leonor da Suécia; sem descendência. Teve descendência ilegítima.
4. Cristiano de Hesse-Cassel (2 de Julho de 1677 - 18 de Setembro de 1677), morreu com pouco mais de um mês de idade.
5. Sofia Carlota de Hesse-Cassel (16 de Julho de 1678 - 30 de Maio de 1749), casada com o duque Frederico Guilherme I de Mecklenburg-Schwerin; sem descendência.
6. Natimorto (12 de Junho de 1679)
7. Carlos de Hesse-Cassel (12 de Junho de 1680 - 13 de Novembro de 1702), morreu aos vinte e dois anos de idade; sem descendência.
8. Guilherme VIII de Hesse-Cassel (10 de Março de 1682 - 1 de Fevereiro de 1760), casado com a duquesa Doroteia Guilhermina de Saxe-Zeitz; com descendência.
9. Leopoldo de Hesse-Cassel (30 de Dezembro de 1684 - 10 de Setembro de 1704), morreu aos dezanove anos de idade; sem descendência.
10. Luís de Hesse-Cassel (5 de Setembro de 1686 - 23 de Maio de 1706), morreu aos dezanove anos de idade; sem descendência.
11. Maria Luísa de Hesse-Cassel (7 de Fevereiro de 1688 - 9 de Abril de 1765), casada com João Guilherme Friso, príncipe de Orange; com descendência.
12. Maximiliano de Hesse-Cassel (28 de Maio de 1689 - 8 de Maio de 1753), casado com a condessa Frederica Carlota de Hesse-Darmstadt; com descendência.
13. Filha natimorta (5 de Julho de 1690)
14. Jorge Carlos de Hesse-Cassel (8 de Janeiro de 1691 - 5 de Março de 1755), general prussiano; sem descendência.
15. Leonor de Hesse-Cassel (11 de Janeiro de 1694 - 17 de Dezembro de 1694), morreu aos onze meses de idade.
16. Guilhermina Carlota de Hesse-Cassel (8 de Julho de 1695 - 27 de Novembro de 1722), morreu aos vinte e sete anos de idade; sem descendência.
17. Natimorto (1696)